# Haruna Kawaguchi
Haruna Kawaguchi (川口 春奈?, Kawaguchi Haruna; Gotō, 10 febbraio 1995) è un'attrice e modella giapponese.

## Filmografia

### Dorama
- 2009: Tokyo Dogs (Fuji TV) - Karin Takakura
- 2010: Nakanai to Kimeta Hi (Fuji TV, 2010) - Ai Kakuta
- 2010: Hatsukoi Chronicle (BS Fuji, 2010) - Misaki Satoura
- 2010: Yankee-kun & Megane-chan - Il teppista e la quattrocchi (Flunk Punk Rumble) (TBS, 2010) - Rinka Himeji
- 2011: Ouran High School Host Club (TBS) - Haruhi Fujioka
- 2012: Great Teacher Onizuka
- Say "I love you" | Sukitte Ii nayo (2014)

### Cinema
- 2011: MoshidoraMoshidora
- 2012: POV-Norowareta film
- 2012: Ouran High School Host Club